# 郑昌图
鄭昌圖（？—887年），又作昌符，字光業，鄭州滎陽人，出自荥阳郑氏北祖第二房。
唐懿宗咸通十三年（872年）狀元，歷任中書舍人、鳳翔節度副使。後捲入静难节度使朱玫、凤翔节度使李昌符等另立襄王李煴为帝的陰謀，中和四年（884年）四月李熅任命他以兵部侍郎判度支加同平章事。事敗，於光启三年（887年）三月被斬于岐山县。